# Erik Nyström
För andra betydelser, se Erik Nyström (olika betydelser).
Johan Erik Nyström, född 8 september 1842 i Svea artilleriregementes församling i Stockholm, död 3 juli 1907 i Alger i Franska Algeriet, var en svensk missionär, författare, översättare, politiker och lexikograf. Han var bror till Martin Nyström.
Nyström blev filosofie doktor i Uppsala 1866, var lärare vid baptisternas Betelseminarium i Stockholm 1867–1872 och verkade i Svenska Israelsmissionens tjänst i Syrien 1878–1881 och som Svenska missionsförbundets missionär i Algeriet 1888–1904. Han översatte Nya Testamentet till en i hans språkområde talad arabisk dialekt samt utgav bland annat Biblisk ordbok (1868, 6:e upplagan 1926). Han översatte Nya Testamentet till arabiska. Han använde pseudonymerna Clericus Eremita och Johannes Baptista och utgav egna psalmböcker.
Nyström finns representerad med sina översättningar och egna psalmer i både 1937 års psalmbok och Den svenska psalmboken 1986 samt i flera frikyrkliga psalmböcker redan från Sånger till Lammets lof 1877 (Lammets Lof), Församlingssångbok 1878, Svenska Missionsförbundets sångbok 1920 (SMF 1920), Psalmer och sånger (P&S) och Frälsningsarméns sångbok 1990 (FA).

## Psalmer
- Ack, göt min Frälsare sitt blod (SMF 1920 nr 123) översatt Isaac Watts' text Finns på Wikisource.
- Alla tvivel bär till Jesus  (SMF 1920 nr 234, FA nr 382) översatt J C Morgans text Finns på Wikisource.
- Brist ut, min själ, i lovsångs ljud (SMF 1920 nr 523, 1986 nr 12) översatt Fanny Crosbys text 1893
- Bröllopet tillrett står (SMF 1920 nr 204) översatt Fanny Crosbys text
- De gyllne portar öppna står (SMF 1920 nr 153) översatt Cecil Frances Alexanders text
- Den store läkaren är här (SMF 1920 nr 108, P&S nr 600) översatt William Hunters text 1875 Finns på Wikisource.
- Det flöt en gång från korsets stam (SMF 1920 nr 124)
- Den kära vilodagen Svensk söndagsskolsångbok 1908 nr 88
- Dig vare pris och ära (SMF 1920 nr 52) översatt John Mason Neales översättning av Theodulf av Orléans' text
- Du Libanons lilja (SMF 1920 nr 66)
- Du som av kärlek varm (SMF 1920 nr 550, 1986 nr 94) översatt  Sylvanus Dryden Phelps' text 1893 Finns på Wikisource.
- En blick på den korsfäste livet dig ger (P&S nr 602) översatt Amelia Mathilda Hulls text 1875 Finns på Wikisource.
- En blick uti tron på det dyra Guds Lamm (SMF 1920 nr 225) översatt Amelia Mathilda Hulls text
- Endast ett steg till Jesus (FA nr 336) översatt
- Ett litet barn i mänskoskrud (SMF 1920 nr 597) översatt William Robertsons engelska psalm A little child the Saviour came (1751)
- Evigt strålar Faderns kärlek (SMF 1920 nr 560, FA nr 608) översatt Philip P Bliss' text 1875 Finns på Wikisource.
- Fader allsvåldig, konung översatt F. H. Chorley's text till Svensk söndagsskolsångbok 1908 nr 10.
- Fram skrider året i sin gång översatt Casper Johannes Boyes danska text Finns på Wikisource.
- Gud, jag hör hur torra länder (Lammets lof 1877, version 2 i SMF 1894) översatt Elizabet Codners text. Finns på Wikisource.
- Gud jag vet att du kan sända skurar av välsignelse (FA nr 458) översatt
- Gud ske lov! Han är uppstånden (SMF 1920 nr 151) översatt Philip P Bliss' text
- Gud, välsigna och beskydda (SMF 1920 nr 716) Finns på Wikisource.
- Gå, Sion, din konung att möta (SMF 1920 nr 79, 1986 nr 108) skriven 1893 Finns på Wikisource.
- Han leder mig - vad himmelsk tröst (SMF 1920 nr 31) översatt Philip P Bliss' text
- Han är född, den underbare (SMF 1920 nr 90) översatt Ruben Saillens' text
- Har du funnit den kostliga pärlan (Församlingssångbok 1878) Finns på Wikisource.
- Hela vägen går han med mig (SMF 1920 nr 335, 1986 nr 252) översatt Fanny Crosbys text 1878 Finns på Wikisource.
- Helge Ande, Du, som är Jesu vänner städse när (SMF 1920 nr 160) översatt Marcus Wells' text
- Helge Ande, Herre kär (SMF 1920 nr 164) översatt Christpher Wordsworths text
- Helige Fader, som din son oss sände Svensk söndagsskolsångbok 1908 nr 126
- Herre Gud, i himmlens salar (SMF 1920 nr 6) översatt Richard Mants text
- Herre, här är gott att vara (SMF 1920 nr 70) översatt Arthur Penrhyn Stanleys text
- Hur ljuvligt klingar Jesu namn (SMF 1920 nr 104) översatt John Newtons engelska text Finns på Wikisource.
- Högtlovat vare Jesu namn (SMF 1920 nr 50, 1986 nr 14) översatt Edward Perronets text 1893 Finns på Wikisource.
- Höj din sång i toner klara (SMF 1920 nr 718) Finns på Wikisource.
- I himlens tempel, högt och stort (SMF 1920 nr 155) översatt Michael Bruce' text
- Jag gav mitt liv för dig (FA nr 416) översatt Finns på Wikisource.
- Jag sjunger helst om Jesus (SMF 1920 nr 57) översatt Fanny Crosbys text
- Jag vet en port som öppen står (SMF 1920 nr 209, 1921 nr 581, 1937 nr 301, 1986 nr 223) översatt Lydia Baxters text 1875. Sången även översatt av Lilly Lundequist till andra psalmböcker. Finns på Wikisource.
- Jag är din, o Gud (SMF 1920 nr 283, FA nr 421) översatt Fanny Crosbys text
- Jesus kär, gå ej förbi mig (SMF 1920 nr 191, 1986 nr 211) översatt Fanny Crosbys text 1875 Finns på Wikisource.
- Jesus, min Jesus (FA nr 502) översatt
- Kom, Helge Ande, du som tände (SMF 1920 nr 606, 1937 nr 243) översatt Karl Heinrich von Bogatzkys text 1893
- Kom, Helge Ande, duva ren (SMF 1920 nr 161) översatt Simon Brownes text Finns på Wikisource.
- Lev för Jesus, intet annat (Sånger till Lammets lof 1877) översatt text från Sankeys Sånger. Finns på Wikisource.
- Naturens bok med öppna blad (SMF 1920 nr 17) översatt Isaac Watts' text
- När omkring mig livet stormar (SMF 1920 nr 42) översatt Mary Elisabeth Servosas text
- O du Guds kärlek underbar (P&S nr 364, SMF 1920 nr 12). Översatt Horatius Bonars text 1893 Finns på Wikisource.
- O Gud och Fader kär (SMF 1920 413, P&S nr 340) översatt från engelskan 1893 Finns på Wikisource.
- O Jesus, jag längtar bli fullkomligt ren (FA nr 439) översatt Finns på Wikisource.
- O vilket ljuvligt majestät (SMF 1920 nr 56) översatt Samuel Stennetts text Majestic sweetness sits enthroned
- Ring i himlens klockor (SMF 1920 nr 222) översatt William Orcutt Cushings text Finns på Wikisource.
- Rädda de döende (SMF 1920 nr 552, FA nr 635) översatt Fanny Crosbys text Finns på Wikisource.
- Se, nu är den ljuvliga tiden (SMF 1920 nr 223) översatt Fanny Crosbys text
- Se, öppen står Guds fadersfamn (SMF 1920 nr 213). Tillsammans med Carl Boberg.
- Ser du Daniel, som faller neder (SMF 1920 nr 48]) Finns på Wikisource.
- Skönaste Jesus, Konung över alla (SMF 1920 nr 53) översatt från tyska
- Sorgsna hjärta fatta tröst (SMF 1920 nr 218) översatt Fanny Crosbys text
- Stjärna, som lyste bland morgonens söner (SMF 1920 nr 96) översatt Reginald Hebers text
- Strid för sanningen, strid mot fienden (SMF 1920 nr 591FA nr 644) översatt
- Tag det namnet Jesus med dig (SMF 1920 nr 107) översatt Lydia Baxters text Finns på Wikisource.
- Till det härliga land ovan skyn (SMF 1920 nr 434, FA nr 708) översatt Finns på Wikisource.
- Till fridens hem, Jerusalem (SMF 1920 nr 449, FA nr 709) översatt
- Trygg i min Jesu armar (SMF 1920 nr 332, FA nr 594) översatt Fanny Crosbys text
- Trötte pilgrim, som från jorden (SMF 1920 nr 40) översatt
- Tätt vid korset, Jesus kär (SMF 1920 nr 233 FA nr 450) översatt Fanny Crosbys text Finns på Wikisource.
- Upp, alla verk, som Gud har gjort (SMF 1920 nr 23) översatt Hans Adolph Brorsons text Finns på Wikisource.
- Upp, min själ, din konung lova (SMF 1920 nr 22) översatt Henry Francis Lyte s text
- Var och en som hör – o, dyrbara ord (FA nr 372) översatt
- Var stund jag dig behöver (SMF 1920 nr 385, FA nr 474) översatt Annie Sherwood Hawks' text
- Vi talar om sällhetens land (FA nr 714) översatt Finns på Wikisource.
- Vid Jesu kors, det dyra (SMF 1920 nr 129) översatt Elisabet Cecilia Clephanes text
- Vilka är väl dessa som i himlens land (FA nr 715) översatt
- Vilken vän vi har i Jesus (1986 nr 48) översatt 1877 med titelraden Tänk, en sådan vän som Jesus Finns på Wikisource.
- Våga dig dristelig (SMF 1920 nr 219) översatt Hans Agerbecks danska text Finns på Wikisource.

## Vidareläsning
- Erik Nyström i Svenskt biografiskt lexikon